# First Division 1989-1990
La First Division 1989-1990 è stata la 91ª edizione della massima serie del campionato inglese di calcio, disputata tra il 19 agosto 1989 e il 5 maggio 1990 e concluso con la vittoria del Liverpool, al suo diciottesimo titolo.
Capocannoniere del torneo è stato Gary Lineker (Tottenham) con 24 reti.

## Stagione

### Novità
Al posto delle retrocesse Middlesbrough, West Ham Utd e Newcastle Utd sono saliti dalla Second Division il Chelsea, il Manchester City e il Crystal Palace (dopo i play-off).

### Avvenimenti
Nelle prime giornate venne a formarsi un consistente gruppo in vetta alla graduatoria da cui tentarono di staccarsi il Coventry City e l'Everton, rispettivamente prime in solitaria alla quarta e alla sesta giornata. La prima squadra a tentare la fuga fu tuttavia il Liverpool che, dopo aver preso il comando solitario il 14 ottobre, tentò di prendere il largo ostacolato dal Southampton, dall'Everton e dal ritrovato Chelsea, che il 4 novembre sopravanzò i Reds: frattanto erano salite le quotazioni dei campioni uscenti dell'Arsenal e dell'Aston Villa, entrambe ripresesi dopo un avvio incostante e capaci di portarsi nelle zone alte di classifica ad inizio novembre. I Pensioners rimasero in testa alla classifica per quasi due settimane, venendo ripresi il 18 novembre da un gruppo dal quale si staccò subito l'Arsenal: ostacolati dal Liverpool e dall'Aston Villa, i Gunners conclusero il girone di andata a +1 dai Reds e +2 dai Villans ma, già quattro giorni dopo, subirono un doppio sorpasso in seguito ad una sconfitta con l'Aston Villa e al contemporaneo recupero di due match precedentemente non disputati dal Liverpool.
Di lì in poi l'Arsenal iniziò a perdere progressivamente terreno lasciando solo Liverpool e Aston Villa come uniche pretendenti al titolo: a partire da gennaio le due squadre furono protagoniste di una serie di sorpassi e controsorpassi che arrivò ad un punto di svolta il 14 aprile quando, recuperando alcune gare posposte, il Liverpool assunse definitivamente il comando della classifica. Nelle quattro gare restanti i Reds fecero il vuoto arrivando ad un distacco di sette punti sui Villans che le permisero di festeggiare il diciottesimo titolo con un turno di anticipo. All'Aston Villa non restò che la qualificazione per la Coppa UEFA, cui ebbe accesso grazie alla caduta del bando dei club inglesi emesso dalla UEFA in seguito alla strage dell'Heysel. Il meccanismo del ranking UEFA era infatti intanto andato avanti nella normalità matematica, e l'Inghilterra era scesa quindi ad un unico posto.
Sul fondo della classifica, un pessimo finale di campionato tagliò Charlton e Millwall fuori dalla lotta per la salvezza, lasciando in gara solo Luton Town e Sheffield Weds: avvantaggiati alla vigilia dell'ultima giornata grazie ad un vantaggio di tre punti sui rivali, i Weds furono pesantemente sconfitti in casa dal Nottingham Forest permettendo l'aggancio del Luton Town, che poté assicurarsi la permanenza in massima serie in virtù di una miglior media reti rispetto ai concorrenti.

## Squadre partecipanti
| Club              | Stagione | Città       | Stadio            | Stagione precedente                                   |
| ----------------- | -------- | ----------- | ----------------- | ----------------------------------------------------- |
| Arsenal           | dettagli | Londra      | Arsenal Stadium   | 1º posto in First Division                            |
| Aston Villa       | dettagli | Birmingham  | Villa Park        | 17º posto in First Division                           |
| Charlton          | dettagli | Londra      | Selhurst Park     | 14º posto in First Division                           |
| Chelsea           | dettagli | Londra      | Stamford Bridge   | 1º posto in Second Division, promosso                 |
| Coventry City     | dettagli | Coventry    | Highfield Road    | 7º posto in First Division                            |
| Crystal Palace    | dettagli | Londra      | Selhurst Park     | 2º posto in Second Division, promosso                 |
| Derby County      | dettagli | Derby       | Baseball Ground   | 5º posto in First Division                            |
| Everton           | dettagli | Liverpool   | Goodison Park     | 8º posto in First Division                            |
| Liverpool         | dettagli | Liverpool   | Anfield           | 2º posto in First Division                            |
| Luton Town        | dettagli | Luton       | Kenilworth Road   | 16º posto in First Division                           |
| Manchester City   | dettagli | Manchester  | Maine Road        | 3º posto in Second Division, promosso dopo i play-off |
| Manchester Utd    | dettagli | Manchester  | Old Trafford      | 11º posto in First Division                           |
| Millwall          | dettagli | Londra      | The Old Den       | 10º posto in First Division                           |
| Norwich City      | dettagli | Norwich     | Carrow Road       | 4º posto in First Division                            |
| Nottingham Forest | dettagli | Nottingham  | City Ground       | 3º posto in First Division                            |
| QPR               | dettagli | Londra      | Loftus Road       | 9º posto in First Division                            |
| Sheffield Weds    | dettagli | Sheffield   | Hillsborough Park | 15º posto in First Division                           |
| Southampton       | dettagli | Southampton | The Dell          | 13º posto in First Division                           |
| Tottenham         | dettagli | Londra      | White Hart Lane   | 6º posto in First Division                            |
| Wimbledon FC      | dettagli | Londra      | Plough Lane       | 12º posto in First Division                           |

## Allenatori e primatisti
| Squadra           | Allenatore                                                       | Calciatore più presente                               | Cannoniere                                 |
| ----------------- | ---------------------------------------------------------------- | ----------------------------------------------------- | ------------------------------------------ |
| Arsenal           | George Graham                                                    | Tony Adams, Lee Dixon, John Lukic, Alan Smith (38)    | Alan Smith (10)                            |
| Aston Villa       | Graham Taylor                                                    | Nigel Spink (38)                                      | David Platt (19)                           |
| Charlton          | Lennie Lawrence                                                  | Bob Bolder, John Humphrey, Paul Williams (38)         | Paul Williams (10)                         |
| Chelsea           | Bobby Campbell                                                   | Dave Beasant, Kerry Dixon (38)                        | Kerry Dixon (20)                           |
| Coventry City     | John Sillett                                                     | Brian Borrows, Steve Ogrizovic, David Smith (37)      | David Speedle (8)                          |
| Crystal Palace    | Steve Coppell                                                    | Mark Bright, Alan Pardew (36)                         | Mark Bright (12)                           |
| Derby County      | Arthur Cox                                                       | Michael Forsyth, Dean Saunders, Geraint Williams (38) | Dean Saunders (11)                         |
| Everton           | Colin Harvey                                                     | Neville Southall (38)                                 | Tony Cottee (13)                           |
| Liverpool         | Kenny Dalglish                                                   | Bruce Grobbelaar, Steve McMahon (38)                  | John Charles Barnes (22)                   |
| Luton Town        | Ray Harford (1ª-20ª) Jim Ryan (21ª-38ª)                          | Tim Breacker, Alec Chamberlain, John Dreyer (38)      | Kingsley Black (11)                        |
| Manchester City   | Mel Machin (1ª-15ª) Tony Book (16ª-17ª) Howard Kendall (18ª-38ª) | Steve Redmond (38)                                    | Clive Allen (10)                           |
| Manchester Utd    | Alex Ferguson                                                    | Mike Phelan (38)                                      | Mark Hughes (13)                           |
| Millwall          | John Docherty (1ª-25ª) Bruce Rioch (25ª-38ª)                     | Ian Dawes (38)                                        | Tony Cascarino, Teddy Sheringham (9)       |
| Norwich City      | Dave Stringer                                                    | Mark Bowen, David Phillips (38)                       | Mark Bowen, Robert Fleck (7)               |
| Nottingham Forest | Brian Clough                                                     | Nigel Clough, Brian Laws, Des Walker (38)             | Steve Hodge (10)                           |
| QPR               | Trevor Francis (1ª-15ª) Don Howe (16ª-38ª)                       | Andy Sinton (38)                                      | Colin Clarke, Andy Sinton, Roy Wegerle (6) |
| Sheffield Weds    | Dave Bassett                                                     | Dalian Atkinson, David Hirst (38)                     | David Hirst (14)                           |
| Southampton       | Chris Nicholl                                                    | Rod Wallace (38)                                      | Matthew Le Tissier (20)                    |
| Tottenham         | Terry Venables                                                   | Gary Lineker (38)                                     | Gary Lineker (24)                          |
| Wimbledon FC      | Bobby Gould                                                      | Keith Curle, Hans Segers (38)                         | John Fashanu (11)                          |

## Classifica finale
|        | Pos. | Squadra           | Pt | G  | V  | N  | P  | GF | GS | DR  |
| ------ | ---- | ----------------- | -- | -- | -- | -- | -- | -- | -- | --- |
|        | 1.   | Liverpool         | 79 | 38 | 23 | 10 | 5  | 78 | 37 | +41 |
|        | 2.   | Aston Villa       | 70 | 38 | 21 | 7  | 10 | 57 | 38 | +19 |
|        | 3.   | Tottenham         | 63 | 38 | 19 | 6  | 13 | 59 | 47 | +12 |
|        | 4.   | Arsenal           | 62 | 38 | 18 | 8  | 12 | 54 | 38 | +16 |
|        | 5.   | Chelsea           | 60 | 38 | 16 | 12 | 10 | 58 | 50 | +8  |
|        | 6.   | Everton           | 59 | 38 | 17 | 8  | 13 | 57 | 46 | +11 |
|        | 7.   | Southampton       | 55 | 38 | 15 | 10 | 13 | 71 | 63 | +8  |
|        | 8.   | Wimbledon FC      | 55 | 38 | 13 | 16 | 9  | 47 | 40 | +7  |
| [ 16 ] | 9.   | Nottingham Forest | 54 | 38 | 15 | 9  | 14 | 55 | 47 | +8  |
|        | 10.  | Norwich City      | 53 | 38 | 13 | 14 | 11 | 44 | 42 | +2  |
|        | 11.  | QPR               | 50 | 38 | 13 | 11 | 14 | 45 | 44 | +1  |
|        | 12.  | Coventry City     | 49 | 38 | 14 | 7  | 17 | 39 | 59 | -20 |
| [ 17 ] | 13.  | Manchester Utd    | 48 | 38 | 13 | 9  | 16 | 46 | 47 | -1  |
|        | 14.  | Manchester City   | 48 | 38 | 12 | 12 | 14 | 43 | 52 | -9  |
|        | 15.  | Crystal Palace    | 48 | 38 | 13 | 9  | 16 | 42 | 66 | -24 |
|        | 16.  | Derby County      | 46 | 38 | 13 | 7  | 18 | 43 | 40 | +3  |
|        | 17.  | Luton Town        | 43 | 38 | 10 | 13 | 15 | 43 | 57 | -14 |
|        | 18.  | Sheffield Weds    | 43 | 38 | 11 | 10 | 17 | 35 | 51 | -16 |
|        | 19.  | Charlton          | 30 | 38 | 7  | 9  | 22 | 31 | 57 | -26 |
|        | 20.  | Millwall          | 26 | 38 | 5  | 11 | 22 | 39 | 65 | -26 |

Legenda:
      Campione d'Inghilterra e qualificata in Coppa dei Campioni 1990-1991
      Qualificata in Coppa delle Coppe 1990-1991
      Qualificate in Coppa UEFA 1990-1991
      Retrocesse in Second Division 1990-1991
Regolamento:
Tre punti a vittoria, uno a pareggio, zero a sconfitta.
A parità di punti le squadre vengono classificate secondo la differenza reti.

### Squadra campione
| Formazione tipo | Giocatori (presenze)       |
| --- | -------------------------- |
| Grobbelaar Nicol Hysén Hansen Venison Burrows McMahon Whelan Barnes Beardsley Rush | Bruce Grobbelaar (38)      |
| Grobbelaar Nicol Hysén Hansen Venison Burrows McMahon Whelan Barnes Beardsley Rush | Glenn Hysén (38)           |
| Grobbelaar Nicol Hysén Hansen Venison Burrows McMahon Whelan Barnes Beardsley Rush | Barry Venison (38)         |
| Grobbelaar Nicol Hysén Hansen Venison Burrows McMahon Whelan Barnes Beardsley Rush | Steve Nicol (31)           |
| Grobbelaar Nicol Hysén Hansen Venison Burrows McMahon Whelan Barnes Beardsley Rush | Ronnie Whelan (38)         |
| Grobbelaar Nicol Hysén Hansen Venison Burrows McMahon Whelan Barnes Beardsley Rush | Alan Hansen (30)           |
| Grobbelaar Nicol Hysén Hansen Venison Burrows McMahon Whelan Barnes Beardsley Rush | Peter Beardsley (22)       |
| Grobbelaar Nicol Hysén Hansen Venison Burrows McMahon Whelan Barnes Beardsley Rush | David Burrows (37)         |
| Grobbelaar Nicol Hysén Hansen Venison Burrows McMahon Whelan Barnes Beardsley Rush | Ian Rush (37)              |
| Grobbelaar Nicol Hysén Hansen Venison Burrows McMahon Whelan Barnes Beardsley Rush | John Charles Barnes (37)   |
| Grobbelaar Nicol Hysén Hansen Venison Burrows McMahon Whelan Barnes Beardsley Rush | Steve McMahon (34)         |
| Grobbelaar Nicol Hysén Hansen Venison Burrows McMahon Whelan Barnes Beardsley Rush | Allenatore: Kenny Dalglish |
| Altri giocatori: Steve Staunton (20), Ray Houghton (19), Jan Mølby (17), Gary Ablett (15), Gary Gillespie (13), Ronny Rosenthal (8), Nicky Tanner (4), John Aldridge (2), Mike Marsh (2), Kenny Dalglish (1). |                            |

## Statistiche

### Squadre

#### Capoliste solitarie
Fonte:
|    | —— | —— | ——  | —— | ——  | —— | ——  | —— | ——  | ——  | ——      | ——      | ——  | ——  | ——  | ——      | ——      | ——      | ——        | ——        | ——          | ——          | ——  | ——  | ——  | ——        | ——        | ——  | ——  | ——  | ——  | ——        | ——        | ——        | ——        | ——        | ——        | —— |  |
|    |    |    | Cov |    | Eve |    | Liv |    | Liv | Liv | Chelsea | Chelsea |     | Ars |     | Arsenal | Arsenal | Arsenal | Liverpool | Liverpool | Aston Villa | Aston Villa |     | Liv | Ast | Liverpool | Liverpool | Ast |     | Liv |     | Liverpool | Liverpool | Liverpool | Liverpool | Liverpool | Liverpool |    |  |
|    |    |    |     |    |     |    |     |    |     |     |         |         |     |     |     |         |         |         |           |           |             |             |     |     |     |           |           |     |     |     |     |           |           |           |           |           |           |    |  |
|    |    |    |     |    |     |    |     |    |     |     |         |         |     |     |     |         |         |         |           |           |             |             |     |     |     |           |           |     |     |     |     |           |           |           |           |           |           |    |  |
| 1ª | 2ª | 3ª | 4ª  | 5ª | 6ª  | 7ª | 8ª  | 9ª | 10ª | 11ª | 12ª     | 13ª     | 14ª | 15ª | 16ª | 17ª     | 18ª     | 19ª     | 20ª       | 21ª       | 22ª         | 23ª         | 24ª | 25ª | 26ª | 27ª       | 28ª       | 29ª | 30ª | 31ª | 32ª | 33ª       | 34ª       | 35ª       | 36ª       | 37ª       | 38ª       |    |  |

#### Primati stagionali
- Maggior numero di vittorie: Liverpool (23)
- Minor numero di sconfitte: Liverpool (5)
- Miglior attacco: Liverpool (78)
- Miglior difesa: Liverpool (37)
- Maggior numero di pareggi: Wimbledon FC (16)
- Minor numero di vittorie: Millwall (5)
- Maggior numero di sconfitte: Charlton, Millwall (22)
- Peggiore attacco: Charlton (31)
- Peggior difesa: Crystal Palace (66)

### Individuali

#### Classifica marcatori
Fonte:
| Gol | Rigori |  | Giocatore       | Squadra                       |
| --- | ------ |  | --------------- | ----------------------------- |
| 24  | 2      |  | Gary Lineker    | Tottenham                     |
| 22  | 5      |  | John Barnes     | Liverpool                     |
| 20  |        |  | Kerry Dixon     | Chelsea                       |
| 20  | 7      |  | Matt Le Tissier | Southampton                   |
| 19  | 1      |  | David Platt     | Aston Villa                   |
| 18  |        |  | Ian Rush        | Liverpool                     |
| 18  |        |  | Rodney Wallace  | Southampton                   |
| 14  | 1      |  | David Hirst     | Sheffield Weds                |
| 14  |        |  | Kevin Wilson    | Chelsea                       |
| 13  | 1      |  | Tony Cottee     | Everton                       |
| 13  |        |  | Mark Hughes     | Manchester Utd                |
| 12  |        |  | Mark Bright     | Crystal Palace                |
| 11  |        |  | Tony Cascarino  | Millwall (9), Aston Villa (2) |
| 11  |        |  | Kingsley Black  | Luton Town                    |
| 11  | 4      |  | John Fashanu    | Wimbledon FC                  |
| 11  | 4      |  | Dean Saunders   | Derby County                  |